# Molenbeersel
Molenbeersel est une section de la commune belge de Kinrooi située en Région flamande dans la province de Limbourg. C'était une commune à part entière avant la fusion des communes de 1971.

## Démographie

### Évolution démographique
- Sources : INS, www.limburg.be et Commune de Kinrooi.
- 1846 : érigée en commune à part entière après scission de Kessenich en 1845.

## Images

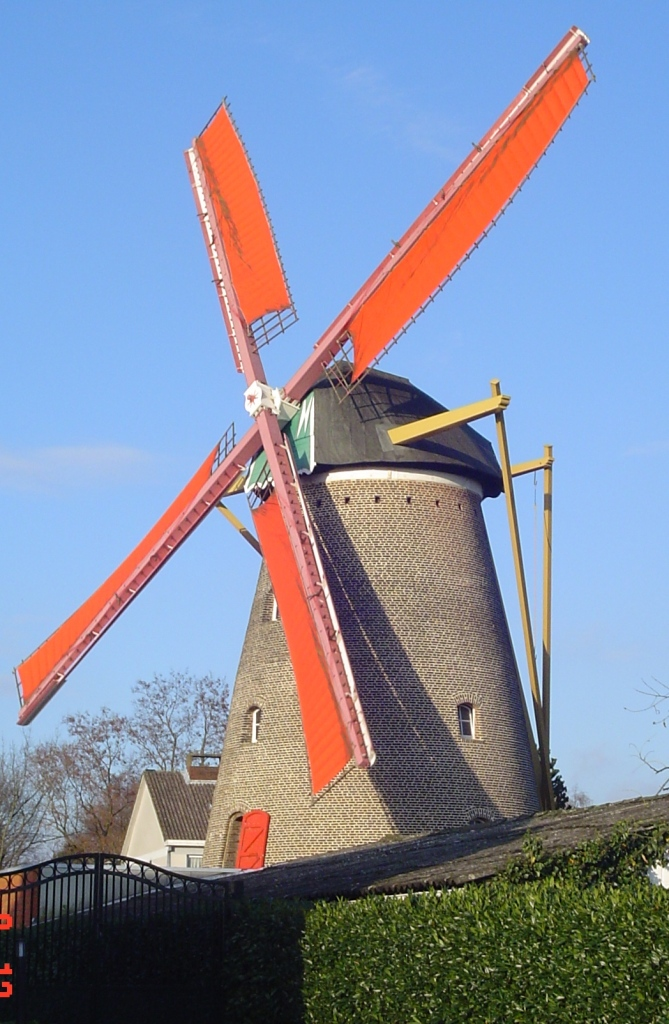
Zorgvlietmolen
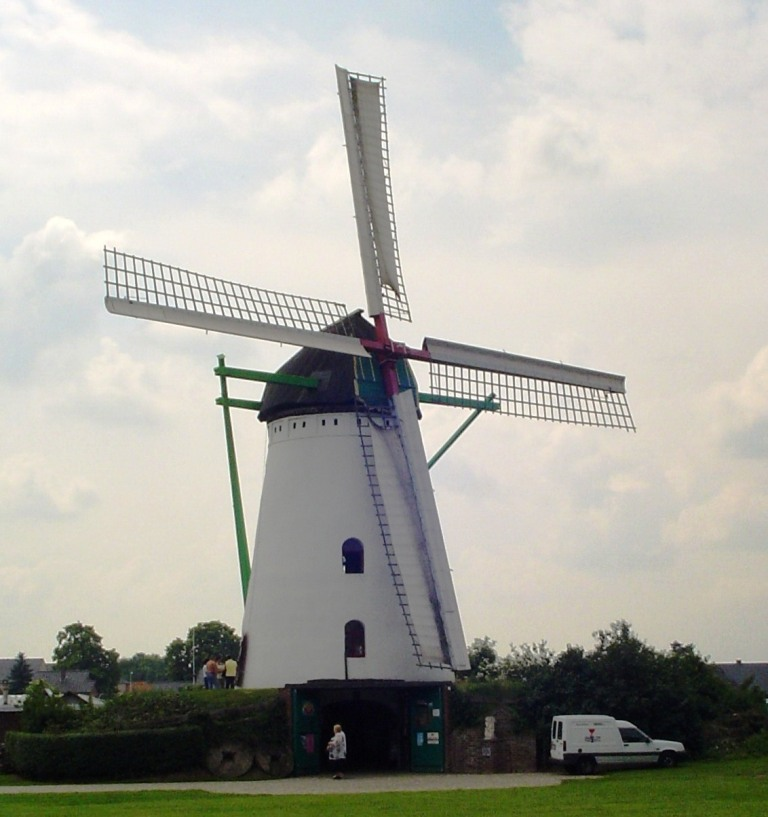
Keijersmolen
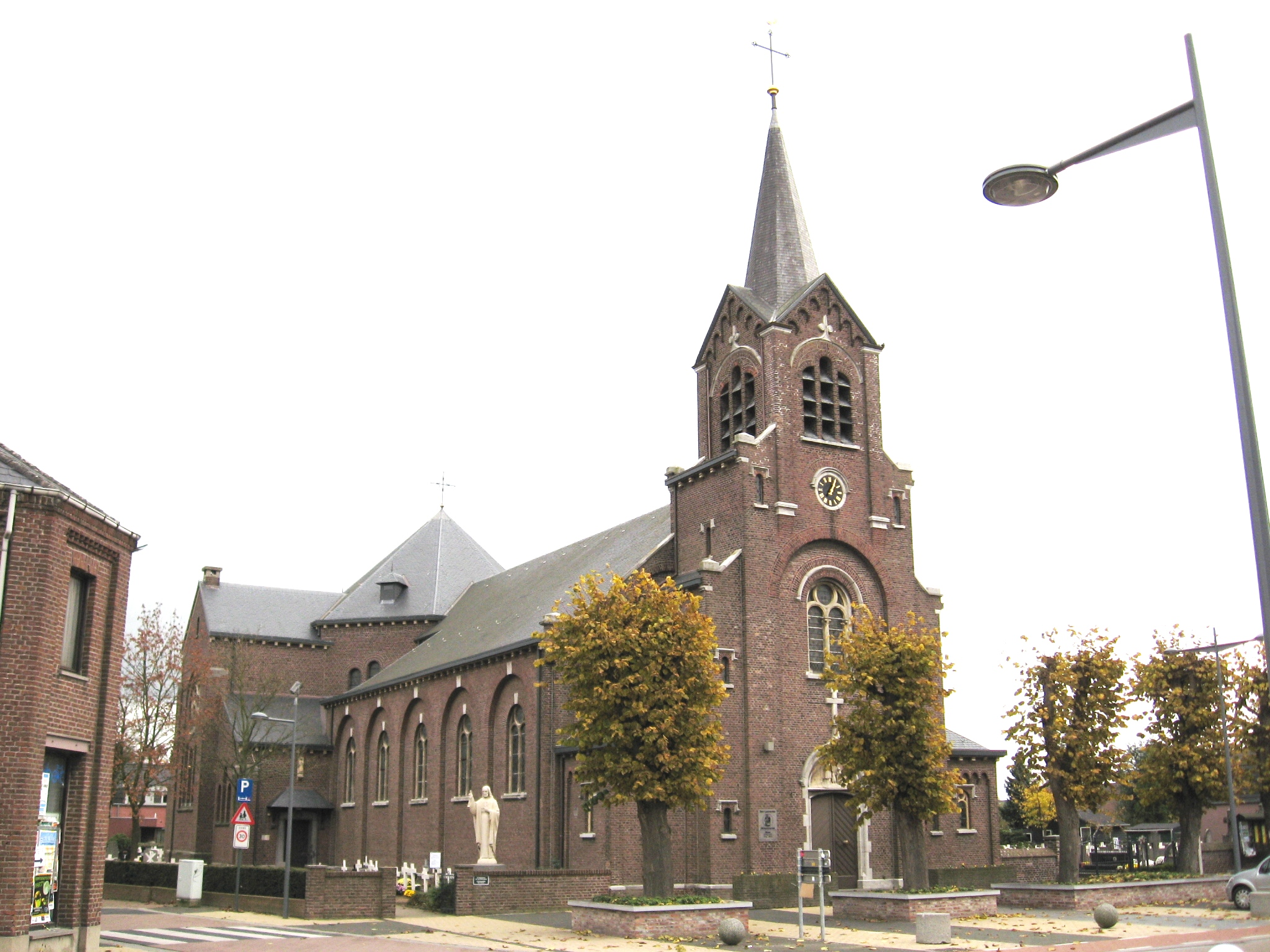
Église Saint-Léonard
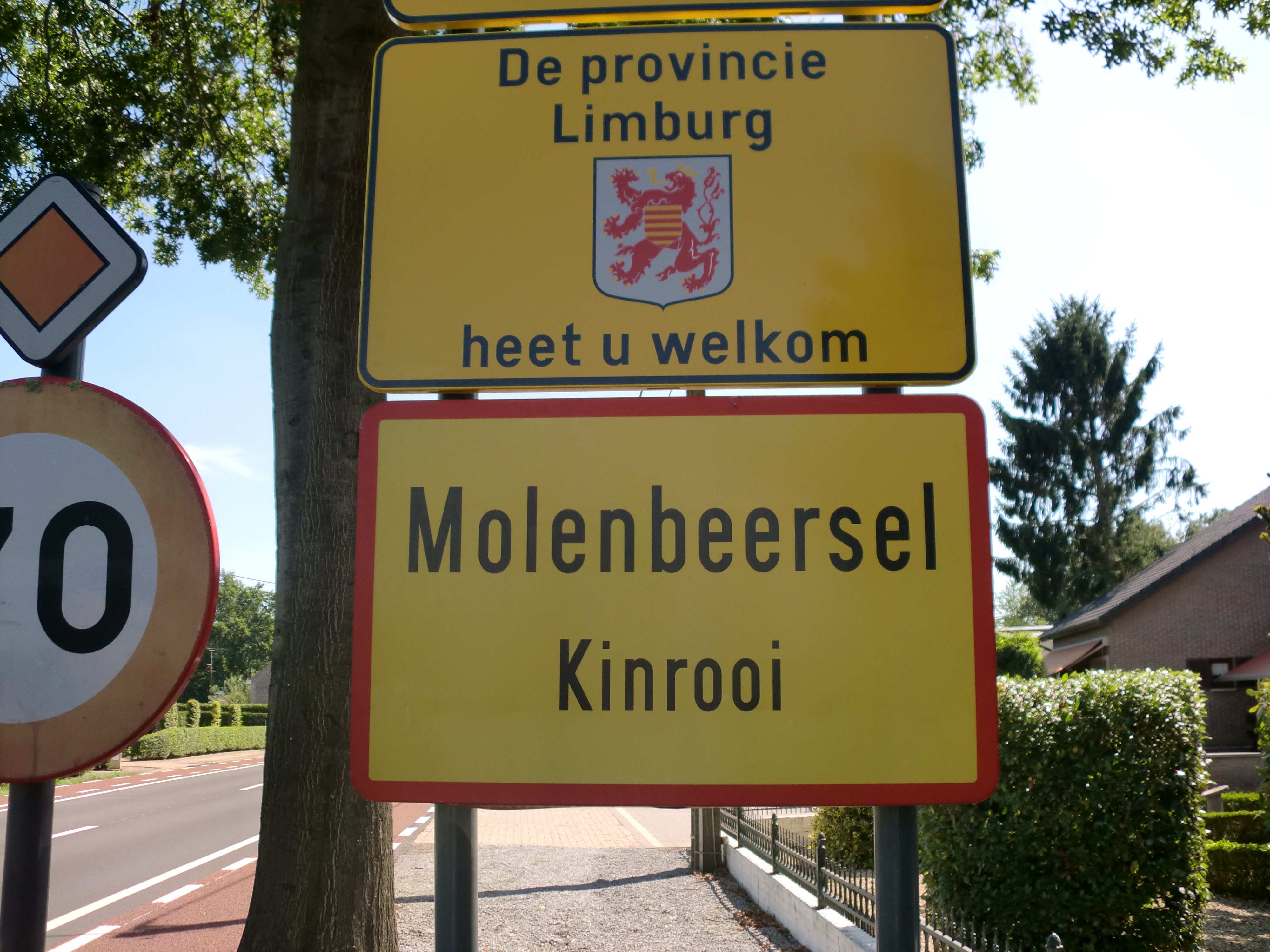
Signe de nom de lieu de Molenbeersel